# Rzym (stacja kolejowa)
Rzym – nieczynna wąskotorowa stacja kolejowa w Rzymie, w województwie kujawsko-pomorskim.